# نووشاریپوو
نووشاریپوو (انگلیسی: Novosharipovo) یک شهرک در شهرستان داولکانوفسکی در استان باشقیرستان کشور روسیه است.